# Imrich Hlaď
Imrich Hlaď (13. října 1933 – 16. listopadu 2013) byl slovenský a československý politik Komunistické strany Slovenska, poslanec Slovenské národní rady a Sněmovny národů Federálního shromáždění za normalizace.

## Biografie
Ve volbách roku 1981 se stal poslancem Slovenské národní rady. Jako poslanec SNR se ale uvádí již k roku 1975.
K roku 1986 se profesně uvádí jako strojní zámečník.
Ve volbách roku 1986 zasedl za KSS do slovenské části Sněmovny národů (volební obvod č. 106 – Trnava, Západoslovenský kraj). Ve Federálním shromáždění setrval do konce funkčního období, tedy do svobodných voleb roku 1990. Netýkal se ho proces kooptací do Federálního shromáždění po sametové revoluci.